# One of the Boys (Katy Perry)
One of the Boys è il secondo album in studio della cantante statunitense Katy Perry, pubblicato il 17 giugno 2008 dalla Capitol Records.
L'album, messo in commercio negli Stati Uniti d'America ed in Canada, contiene i singoli Ur So Gay e I Kissed a Girl, che nello stesso periodo ha raggiunto la prima posizione nella Billboard Hot 100, per 7 settimane consecutive. Altri singoli tratti dall'album sono Hot n Cold, Thinking of You e Waking Up in Vegas. L'album è stato promosso durante il suo tour mondiale, il Hello Katy Tour.
Fino al 2016, l'album ha venduto oltre 5 milioni di copie nel mondo.

## Descrizione

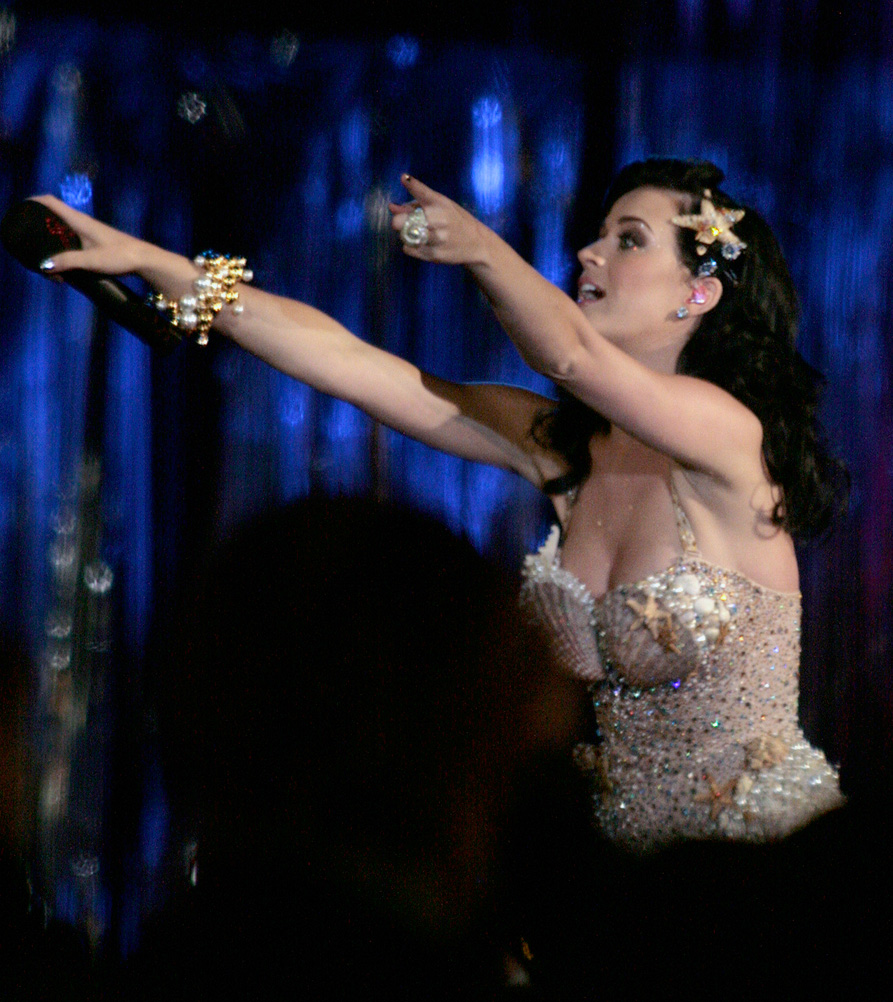
Katy Perry canta I Kissed a Girl al Life Ball di Vienna nel maggio 2009

Sebbene lo stile di Katy Perry sia stato da subito paragonato a quello di Avril Lavigne e Lily Allen per l'ironia e la malizia dei suoi testi, la cantante disse di trarre ispirazione dai Queen (specialmente da Freddie Mercury), The Beach Boys, le Heart, Joni Mitchell, Paul Simon, Cyndi Lauper e Alanis Morissette. Tutte le canzoni presenti sul disco sono state scritte da Katy Perry stessa con l'aiuto di vari musicisti di fama: Greg Wells, Max Martin, Dr. Luke, Cathy Dennis, Desmond Child, Andreas Carlsson, Sam Hollander, Dave Katz, S*A*M & Sluggo, Ted Bruner, Scott Cutler, Anne Preven, Dave Stewart e Glen Ballard. L'album è denso di brani dalle narrative ben delineate, alternando canzoni malinconiche a brani movimentati. La cantante statunitense ha così commentato questo alternarsi: "Penso che gli ascoltatori apprezzino un compositore che mostra entrambi questi lati di sé... [In quest'album] ho messo un po' di tutto e lo sento mio come un figlio".
Il primo singolo Ur So Gay fu composto dalla Perry per vendicarsi di un ex fidanzato, con critiche mirate al suo stile emo e metrosexual. Il secondo singolo I Kissed a Girl tinteggia un rapporto saffico. La canzone è stata ispirata dalla bellezza dell'attrice Scarlett Johansson.

## Accoglienza
L'album ricevette recensioni miste da parte della critica specializzata. Billboard scrisse: «Era dai tempi di Jagged Little Pill che un album di debutto non era così pieno di potenziali successi commerciali». Blender commentò: «I versi creativi di Perry, ben assestati come pugni, non giustificano sempre la sua compiaciuta baldanza da drag queen. Ma il suo cantato singhiozzante e la miriade di produttori blasonati (da Dr. Luke a Glen Ballard) sostengono quei sintetizzatori new wave». Stephen Thomas Erlewine di AllMusic scrisse una recensione negativa, definendo One of the Boys «un grottesco compendio di tutti i deliranti eccessi del decennio». Sal Cinquemani di Slant Magazine criticò la voce di Perry, così come la sua piatta personalità. Alex Miller di NME sconsigliò a chiunque «abbia anche solo un remoto desiderio di gustarsi un buon disco» di acquistare One of the Boys.
Rossella Rambaldi di Musica e dischi scrisse una recensione positiva di One of the Boys, assegnandogli tre stelle e mezzo all'album: «Non lasciamoci ingannare dalla scaltrezza di un progetto studiato freddamente a tavolino da un manipolo di esperti [...] con il mero intento di ricreare in laboratorio un prodotto geneticamente modificato capace di radunare in sé l'appeal di Avril Lavigne, Britney Spears e Gwen Stefani. Dietro a One of the Boys c'è infatti sostanza: Katy Perry ha grinta da vendere e voce, che un giorno (con le scelte giuste e un po' di fortuna) potrà prestarsi a lavori di maggiore spessore. Per ora la ricetta si limita a un rock-pop, danzereccio, modaiolo e graffiante; condito di testi volutamente scioccanti a ogni singolo fiato. [...] Un disco non originale, ma assai accattivante e ben prodotto».

## Tracce
1. One of the Boys – 4:07 (Katy Perry)
2. I Kissed a Girl – 2:58 (Max Martin, Dr. Luke, Cathy Dennis, Katy Perry)
3. Waking Up in Vegas – 3:19 (Desmond Child, Andreas Carlsson, Katy Perry)
4. Thinking of You – 4:10 (Katy Perry)
5. Mannequin – 3:16 (Katy Perry)
6. Ur So Gay – 3:39 (Greg Wells, Katy Perry)
7. Hot n Cold – 3:39 (Max Martin, Dr. Luke, Katy Perry)
8. If You Can Afford Me – 3:18 (Dave Katz, Sam Hollander, Katy Perry)
9. Lost – 4:15 (Ted Bruner, Katy Perry)
10. Self Inflicted – 3:25 (Scott Cutler, Anne Preven, Katy Perry)
11. I'm Still Breathing – 3:48 (Dave Stewart, Katy Perry)
12. Fingerprints – 3:54 (Greg Wells, Katy Perry)

Traccia bonus nella versione iTunes
1. I Think I'm Ready – 2:35 (Ted Bruner, Katy Perry)

Traccia bonus nella versione Walmart
1. A Cup of Coffee – 4:12 (Katy Perry)

Tracce bonus nella versione 15th Anniversary Edition
1. A Cup of Coffee (Remixed/Remastered 2023) – 4:16 (Katy Perry)
2. I Think I'm Ready (Remixed/Remastered 2023) – 2:36 (Ted Bruner, Katy Perry)

## Classifiche

### Classifiche settimanali
| Classifica (2008-09) | Posizione massima |
| -------------------- | ----------------- |
| Australia            | 11                |
| Austria              | 6                 |
| Belgio (Fiandre)     | 24                |
| Belgio (Vallonia)    | 23                |
| Canada               | 6                 |
| Danimarca            | 4                 |
| Finlandia            | 13                |
| Francia              | 10                |
| Germania             | 7                 |
| Irlanda              | 10                |
| Italia               | 23                |
| Norvegia             | 7                 |
| Nuova Zelanda        | 17                |
| Paesi Bassi          | 32                |
| Polonia              | 49                |
| Portogallo           | 18                |
| Regno Unito          | 11                |
| Spagna               | 51                |
| Stati Uniti          | 9                 |
| Svezia               | 19                |
| Svizzera             | 6                 |

### Classifiche di fine anno
| Classifica (2008) | Posizione |
| ----------------- | --------- |
| Australia         | 30        |
| Austria           | 63        |
| Francia           | 111       |
| Germania          | 86        |
| Regno Unito       | 47        |
| Stati Uniti       | 73        |
| Svizzera          | 77        |
| Classifica (2009) | Posizione |
| Australia         | 49        |
| Austria           | 26        |
| Belgio (Fiandre)  | 77        |
| Belgio (Vallonia) | 62        |
| Francia           | 64        |
| Germania          | 46        |
| Regno Unito       | 84        |
| Stati Uniti       | 51        |
| Svizzera          | 32        |
| Classifica (2010) | Posizione |
| Australia         | 94        |
| Regno Unito       | 96        |